# Johannes Hieronymus Kapsberger
Johann(es) Hieronymus Kapsberger (Alias Giovanni Girolamo ou Giovanni Geronimo Kapsberger) (né en 1580 à Venise (??) et mort le 17 janvier 1651) est un interprète virtuose et compositeur vénitien pour le luth et le chitarrone pendant la période baroque.

## Biographie de Johann(es)
Johannes Hieronymus Kapsberger est supposé être né à Venise. Fils d'un gentilhomme allemand, il devint une référence pour ses pairs en raison de son grand talent d'interprète et fut en vogue à la cour du Pape lorsqu'il s'établit pour travailler à Rome à partir de 1610.
Kapsberger composa de nombreuses pièces pour luth et chitarrone. Il composa également de la musique vocale. Sa musique est bien connue pour l'étrangeté des rythmes employés, la conduite mélodique. Avec Alessandro Piccinini, Kapsberger était l'un des principaux compositeurs pour théorbe et aussi l'un des plus novateurs et il contribua pour beaucoup à l'évolution de ces instruments.

## Œuvres
- Libro Primo d'Intavolatura di Chitarone, Venise 1604
- Libro Primo de Madrigali a cinque voci, col Basso continuo, Rome 1609
- Libro Primo di villanelle, Rome 1610
- Libro Primo d'intavolatura di lauto, Rome 1611
- Libro Primo Di Arie Passegiate a una Voce con l'Intavolatura del Chitarone, Rome 1612
- Libro Primo di Motteti passeggiati a una voce, Rome 1612
- Maggio cantato nel Regio palazzo de' Pitti, Florence 1612
- Libro Primo de Balli Gagliarde et Correnti a quattro voci, Rome 1615
- Libro Primo di Sinfonie a quattro. Con il Basso continuo, Rome 1615
- Libro Secondo d'Intavolatura di Chitarone, Rome 1616
- Libro Secondo di Villanelle a 1. 2. et 3 voci, Rome 1619
- Libro Terzo di Villanelle a 1. 2. et 3. voci, Rome 1619
- Apotheosis sive Consecractio SS. Ignatii et Francisci Xaverii, opéra jésuite, 1622
- Libro secondo di arie à una o più voci, Rome 1623
- Libro Quarto di Villanelle a una e piu voci, Rome 1623
- Poematia et Carmina composita a Maffæo Barberino olim S.R.E. Card. nunc autem Urbano octavo P.O.M. musicis modis aptata... Volumen Primum, Rome 1624
- La vittoria del principe Vladislao in Valacchia, 1625, perdu
- Libro Terzo di Intavolatura di Chitarone, Rome 1626
- Coro musicale nelle nozze de gli ecc.mi sig.ri don Taddeo Barberini, e donna Anna Colonna, Rome 1627
- Cantiones sacræ... volumen Primum, Rome 1628
- Fetonte, dramma recitato a più voci, Rome 1630, perdu
- Modulatus sacri diminutis voculis... Volumen Secundum, Rome 1630
- I Pastori di Bettelemme nella nascita di N.S. Giesu Christo, Rome 1630
- Libro Quinto di Villanelle a una, due, tre et quattro voci, Rome 1630
- Litaniæ Deiparæ Virginis cum suis Antiphonis musicis modis... Volumen Primum, Rome 1631
- Missæ Urbanæ... Volumen Primum, Rome 1631
- Li Fiori : Libro Sesto di Villanelle a una, due, tre e quattro voci, Rome 1632
- Libro Quarto d'Intavolatura di Chitarone, Rome 1640
- Libro Settimo di Villanelle a una, e piu voci, Rome 1640

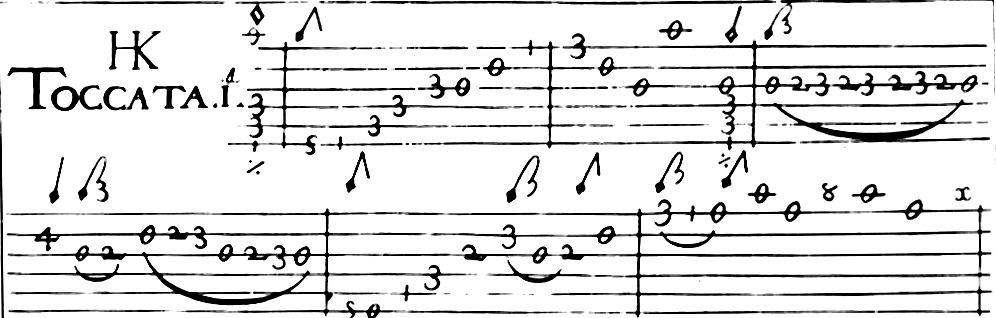
Premières mesures de la tablature de la première toccata du Libro primo d'intavolatura di chitarone de Kapsberger (lettres HK pour Hieronymus Kapsberger)
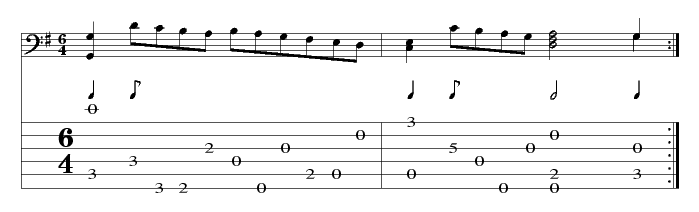
Effet de campanella, tablature avec la transcription sur une portée - extrait du Canario du Libro quarto d'intavolatura di chitarone